# 马修·卡特 (跳水运动员)
马修·卡特（英語：Matthew Carter，2000年9月11日—），澳大利亚男子跳水运动员。他曾代表澳大利亚参加2018年英联邦运动会跳水比赛，获得男子双人3米跳板铜牌、男子1米跳板第8名和男子3米跳板第6名。